# Newmanoperla
Newmanoperla is een geslacht van steenvliegen uit de familie Gripopterygidae. De wetenschappelijke naam van het geslacht is voor het eerst geldig gepubliceerd in 1971 door McLellan.

## Soorten
Newmanoperla omvat de volgende soorten:
- Newmanoperla exigua (Kimmins, 1951)
- Newmanoperla hackeri McLellan, 1971
- Newmanoperla prona Hynes, 1982
- Newmanoperla thoreyi (Banks, 1920)